# Harmatán

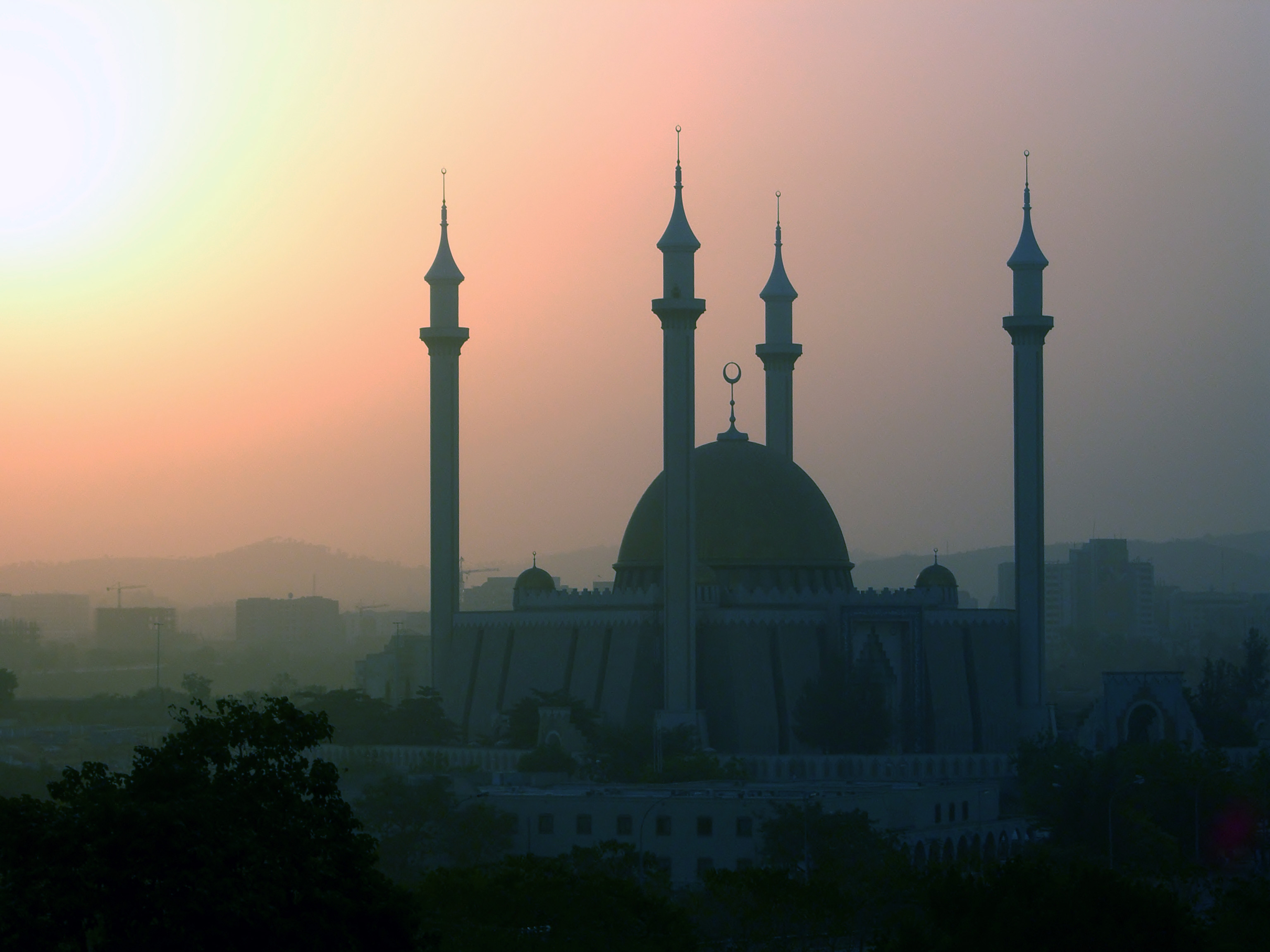
Bruma de harmatán rodeando la Mezquita Nacional de Abuya en Abuya, Nigeria.

El harmatán (también harmatán) es un viento alisio de África Occidental frío, seco y polvoriento. Sopla al sur del Sáhara hacia el golfo de Guinea entre el fin de noviembre y mitad de marzo (invierno).
En su tránsito sobre el desierto toma finas partículas de polvo (entre 0,5 y 10 micrómetros).  Cuando sopla intensamente el harmatán puede empujar el polvo y la arena hasta Norteamérica.

## Efectos
En algunos países de África Occidental, la pesada cantidad de polvo en el aire puede limitar severamente la visibilidad y bloquear el sol durante varios días, comparable a una intensa niebla. El efecto causado por el polvo y la arena levantados por estos vientos se conoce como neblina de harmatán, y cuesta a las líneas aéreas millones de dólares en vuelos cancelados y desviados cada año.[cita requerida] La interacción del harmatán con los vientos monzones puede causar tornados.
En Níger, la gente dice que los hombres y los animales se encuentran más irritables cuando este viento ha soplado durante un tiempo, dándole una mala reputación.[cita requerida] Sin embargo, el viento fresco trae alivio al agobiante calor, que es por lo que el harmatán se ha ganado el apodo de «El Doctor».